# Filippo Ganna
Filippo Ganna   (Verbania, 25 de juliol de 1996) és un ciclista italià, professional des del 2017. Combina el ciclisme en pista amb la carretera. En pista destaca el campionat del món en persecució de 2016, mentre en carretera destaca el Campionat del Món de contrarellotge de 2020 i 2021 i els campionats nacionals en contrarellotge de 2019, 2020, 2022, 2023, 2024 i 2025. El 2020, en la seva primera gran volta, guanyà quatre etapes al Giro d'Itàlia.
El 8 d'octubre de 2022 aconseguí el rècord de l'hora amb 56,792 quilòmetres recorreguts, superant la distància aconseguida per Dan Bigham l'agost del mateix any.

## Palmarès en ruta
- 2014
  -  Campió d'Itàlia júnior en contrarellotge
  - 1r al Trofeu Comune di Vertova
  - 1r al Crono de les Nacions-Les Herbiers-Vendée júnior
- 2015
  - 1r al Chrono champenois
- 2016
  -  Campió d'Itàlia sub-23 en contrarellotge
  - 1r al Gran Premi Laguna
  - 1r a la París-Roubaix sub-23
- 2019
  -  Campió d'Itàlia en contrarellotge
  - Vencedor d'una etapa al Tour La Provence
  - Vencedor d'una etapa al BinckBank Tour
- 2020
  -  Campió d'Itàlia en contrarellotge
  -  Campió del món de contrarellotge
  - Vencedor d'una etapa a la Tirrena-Adriàtica
  - Vencedor de 4 etapes al Giro d'Itàlia
- 2021
  - Vencedor de 2 etapes a l'Étoile de Bessèges
  - Vencedor d'una etapa a l'UAE Tour
  - Vencedor de 2 etapes al Giro d'Itàlia
  -  Campió del món de contrarellotge
- 2022
  -  Campió d'Itàlia en contrarellotge
  - Vencedor d'una etapa a l'Étoile de Bessèges
  - Vencedor d'una etapa al Tour La Provence
  - Vencedor d'una etapa a la Tirrena-Adriàtica
  - Vencedor d'una etapa al Critèrium del Dauphiné
  - Vencedor d'una etapa a la Volta a Alemanya
- 2023
  -  Campió d'Itàlia en contrarellotge
  - 1r al Tour de Valònia i vencedor de 2 etapes
  - Vencedor d'una etapa a la Tirrena-Adriàtica
  - Vencedor d'una etapa a la Volta a Espanya
- 2024
  -  Campió d'Itàlia en contrarellotge
  - Vencedor d'una etapa al Giro d'Itàlia
  - Vencedor d'una etapa a la Volta a Àustria
  - 2n en contrarellotge als Jocs Olímpics d'estiu de 2024
- 2025
  -  Campió d'Itàlia en contrarellotge
  - Vencedor d'una etapa a la Tirrena-Adriàtica

### Resultats al Giro d'Itàlia
- 2020. 61è de la classificació general. Vencedor de 4 etapes
- 2021. 118è de la classificació general. Vencedor de 2 etapes
- 2023. No surt (8a etapa)
- 2024. 101è de la classificació general. Vencedor d'1 etapa

### Resultats al Tour de França
- 2022. 95è de la classificació general

### Resultats a la Volta a Espanya
- 2023. 104è de la classificació general. Vencedor d'una etapa

## Palmarès en pista
- 2014
  -  Campió d'Itàlia júnior en Persecució
- 2015
  -  Campió d'Itàlia en Persecució
- 2016
  -  Campió del món en Persecució
  -  Campió d'Europa sub-23 en Persecució
- 2017
  -  Campió d'Europa en Persecució

### Resultats a laCopa del Món
- 2017-2018
  - 1r a Pruszków, en Persecució per equips